# Ceraticelus rowensis
Ceraticelus rowensis är en spindelart som beskrevs av Levi 1955. Ceraticelus rowensis ingår i släktet Ceraticelus och familjen täckvävarspindlar. Inga underarter finns listade i Catalogue of Life.